# ژان پیر مورگان
ژان پیر مورگان (فرانسوی: Jean-Pierre Morgan‎؛ زادهٔ ۳۰ اکتبر ۱۹۹۲) بازیکن فوتبال است.

## باشگاهی
از باشگاه‌هایی که در آن بازی کرده‌است می‌توان به باشگاه ورزشی مون‌پلیه، باشگاه فوتبال بوداپست هونود و باشگاه فوتبال بانیک استراوا اشاره کرد.

## تیم ملی
وی همچنین در تیم ملی فوتبال گوادلوپ بازی کرده‌است.